# Ense
Ense est un village et une commune d'Allemagne de l'arrondissement de Soest, en Rhénanie-du-Nord-Westphalie, sur la rivière Möhne, environ 12 km au nord-ouest d'Arnsberg et 12 km au sud-ouest de Soest.

## Patrimoine architectural
- Haus Füchten

## Personnalités liées à la ville
- Thierry de Fürstenberg (1546-1618), évêque né au château de Waterlappe.
- Franz Gockel (1925-2005), militaire né à Niederense.